# 佐々木杜太郎
佐々木 杜太郎 (ささきもりたろう、本名：濱岡 寿惠。1906年2月23日 - 1983年12月10日）は、岡山県岡山市出身、主として大衆小説、時代小説を執筆した日本の作家。佐佐木ともする。
また、山鹿素行、赤穂義士の研究家。
1949年、野村胡堂、土師清二、陣出達朗、城昌幸等と共に「捕物作家クラブ」を結成。書記長となる。その後、『伝七捕物帳』のもととなった『黒門町伝七』の中心作家として活躍。『浅香主水捕物帳』他、時代小説著作多数。
しかし、その後クラブ内の一部の所属作家と内紛を起こしてクラブを脱退。これがきっかけで捕物作家クラブは解散、「日本作家クラブ」として再生する。
晩年は素行会実行委員長、中央義士会の専務理事として研究に専念。赤穂義士研究の第一人者として知られる。赤穂関係の主な著書は『山鹿素行』、『実証赤穂義士』、『元禄事件始末記-大石良雄の謎』、『吉良上野介正体』などの他、中央義士会編纂資料に研究成果を顕した。
1983年12月10日、急性心不全のため死去。享年77。

## 著書
- 『淺香主水捕物帳 名作捕物』櫻書房　1946
- 『若衆人形』同光社　1951
- 『河童地獄 浅香主水捕物帖』同光社磯部書房　1952
- 『浅香主水捕物帳』春陽堂書店　1953　捕物小説全集
- 『風雲美女ぐるま』東京文芸社　1953
- 『鬼笛むすめ 浅香主水捕物帳』桃源社　1954
- 『隠密風流侍』東京文芸社　1954
- 『恋染めくら剣法』文芸図書出版社　1954
- 『真田隠密衆』東京文芸社　1954
- 『まぼろし変化』桃源社　1954
- 『白蝋処女 浅香主水捕物帖』同光社　1955
- 『犬姫教祖』東方社　1956
- 『怪盗五十三次』同光社　1956　新説書下ろし選書
- 『幕末剣豪伝』偕成社　1956　実録時代小説
- 『愛染浪人』東方社　1957
- 『秘剣浪人峠』同光社出版　1957
- 『怪盗奉行』同光社出版　1958
- 『影なき怪盗 遠山の金さん』同光出版　1958
- 『くらやみ奉行』同光社出版　1958
- 『左甚五郎』偕成社　1958　実録時代小説
- 『江戸の通り魔』新文芸社　1959
- 『お役者大名』大和出版　1959
- 『隠密恋慕あざみ』川津書店　1959
- 『小天狗囃子』雄文社　1959
- 『青春の情熱走路』東方社　1959
- 『鍔鳴り若君』大和出版　1959
- 『変化奉行』新文芸社　1959
- 『紅染め隠密』川津書店　1959
- 『まぼろし若君』大和出版　1959
- 『浪人暴れ笠』大和出版　1959
- 『若君暴れ葵』大和出版　1959
- 『若君三国志』大和出版　1959
- 『濡れ髪魔剣』章書房　1960
- 『花の浮世侍』大和出版　1960
- 『ぼんくら侍』大和出版　1960
- 『若君葵獅子』大和出版　1960
- 『若君恋ぐるま』大和出版　1960
- 『若君紅灯篭』大和出版　1960
- 『若君乱れ剣』大和出版　1960
- 『若君夢想流』大和出版　1960
- 『若さま喧嘩纒』大和出版　1960
- 『若さま恋駕篭』大和出版　1960
- 『若さま千羽鶴』大和出版　1960
- 『若さま放れ駒』大和出版　1960
- 『三味線無頼』大和出版　1961
- 『幕末剣豪伝』偕成社　1963　少年少女歴史小説全集
- 『小倉実澄伝』小倉実澄顕彰会　1971
- 『実証赤穂義士』新人物往来社　1972
- 『中居屋重兵衛 開国の先覚者』新人物往来社1972

（以下、佐佐木）
- 『藤安百年のあゆみ』藤安 1973
- 『現代人の山鹿兵法 死を全道に守る武士道』久保書店　1974
- 『吉良上野介の正体 真説元禄事件』エルム　1975
- 『元禄事件始末記 大石良雄の謎』新人物往来社　1975
- 『山鹿素行　叢書・日本の思想家』明徳出版社　1978
- 『武士道は生きている』原書房　1981
- 『細井広沢の生涯』満願寺　1983
- 『武士道は死んだか 山鹿素行武士道哲学の解説』壮神社　1995

## 編纂・校訂
- 『謎の天馬鏡』野村胡堂 等合作 佐々木編　東京文芸社　1953
- 『大石家外戚枝葉伝 大石神社蔵』校注訳文　新人物往来社　1979　赤穂義士史料集
- 『大石家系図正纂 大石神社蔵』校注訳文　新人物往来社　1980　赤穂義士史料集
- 『大石家義士文書 大石神社蔵 原文・現代語訳』校注訳文　新人物往来社　1982　赤穂義士史料集
- 『赤穂義士事典 大石神社蔵』赤穂義士顕彰会編 改訂増補　新人物往来社　1983
- 『未刊新集赤穂義士史料』中央義士会編 校注　新人物往来社　1984